# Grand Prix de Sotchi
Ne doit pas être confondu avec Grand Prix Sotchi Mayor.
Le Grand Prix de Sotchi est une course cycliste par étapes disputée en Russie. Créée en 2005, la course fait partie de l'UCI Europe Tour en catégorie 2.2 jusqu'en 2015. Elle est par conséquent ouverte aux équipes continentales professionnelles russes, aux équipes continentales, à des équipes nationales et à des équipes régionales ou de clubs. Les UCI ProTeams (première division) ne peuvent pas participer.
Depuis 2018, l'épreuve fait partie du calendrier national russe.

## Palmarès
| Année     | Vainqueur            | Deuxième             | Troisième           |
| --------- | -------------------- | -------------------- | ------------------- |
| 2005      | Alexander Khatuntsev | Sergey Kolesnikov    | Alexey Shmidt       |
| 2006      | Sergey Kolesnikov    | Alexander Khatuntsev | Yury Trofimov       |
| 2007      | Alexey Shmidt        | Roman Klimov         | Alexander Budaragin |
| 2008      | Dirk Müller          | Roman Klimov         | Dmitri Puzanov      |
| 2009-2010 | Non disputé          | Non disputé          | Non disputé         |
| 2011      | Björn Schröder       | Oleksandr Sheydyk    | Sergey Rudaskov     |
| 2012      | Ivan Stević          | Dmytro Kosyakov      | Anatoliy Pakhtusov  |
| 2013      | Vitaliy Buts         | Maksim Razumov       | Vitaliy Popkov      |
| 2014      | Ilnur Zakarin        | Sergueï Lagoutine    | Dimitry Samokhvalov |
| 2015      | Alexander Foliforov  | Ivan Savitskiy       | Igor Frolov         |
| 2016-2017 | Non disputé          | Non disputé          | Non disputé         |
| 2018      | Valeriy Fatkullin    | Nikita Bondarchuk    | Vladimir Eremkin    |
| 2019      | Igor Frolov          | Evgeny Zotov         | Igor Sidorov        |
| 2020      | Non disputé          | Non disputé          | Non disputé         |
| 2021      | Sergey Firsanov      | Egor Igoshev         | Konstantin Nekrasov |
| 2022      | Sergey Firsanov      | Bulat Khalikov       | Kirill Malkov       |